# M107 (proyectil)

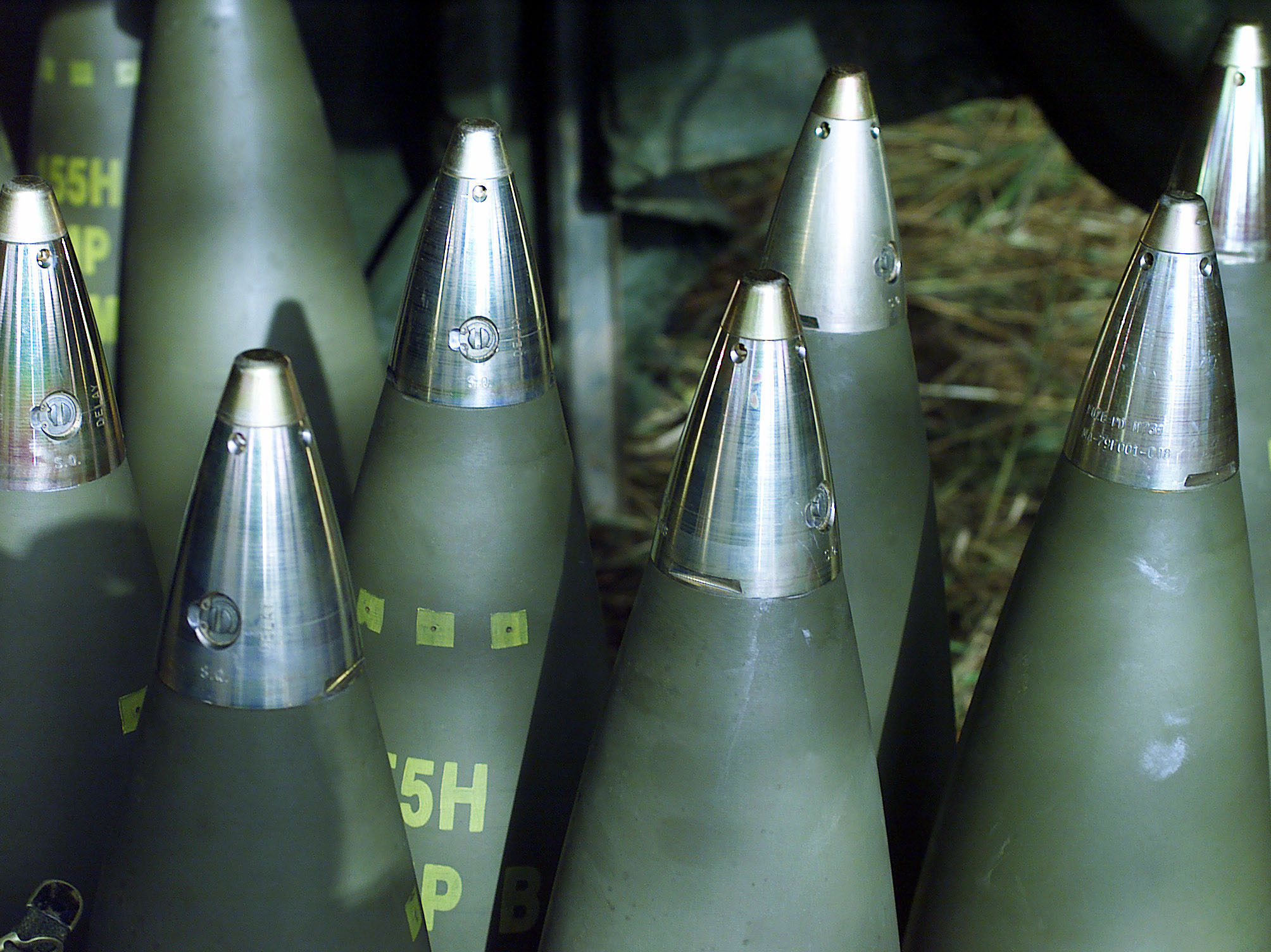
Proyectiles M107.

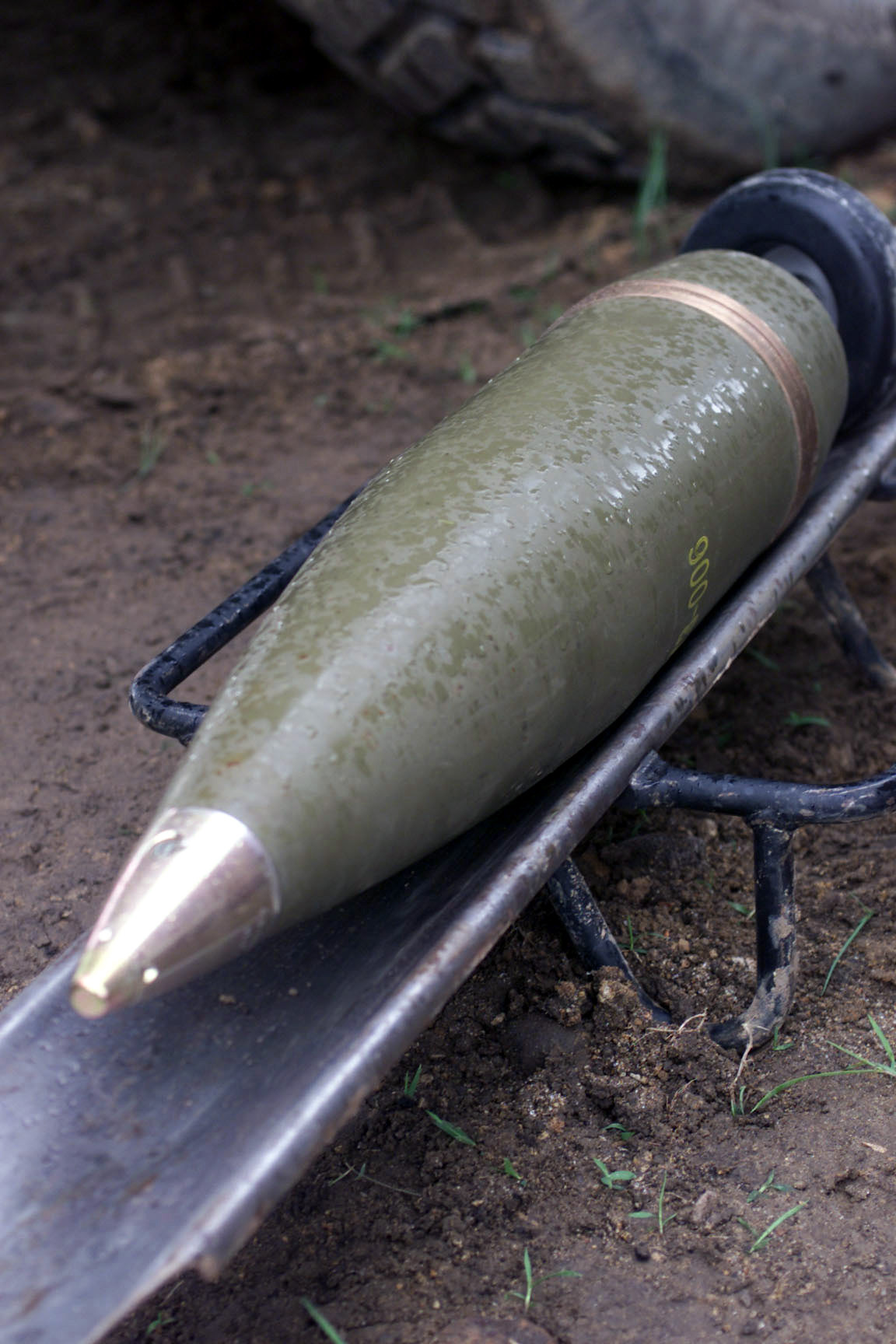
Un proyectil de alto poder explosivo M107 de 155 mm, con espoleta M739A1.

El M107, de 155 mm, es el obús de alto poder explosivo estándar de la artillería del Ejército de los Estados Unidos. Se vale de los efectos de la onda expansiva y de la fragmentación para abatir objetivos.

## Desarrollo
El M107 es un desarrollo del M102 de 155 mm, que fue diseñado en la década de 1930 a partir del proyectil francés para el obús Schneider de 155/13, modelo 1917. La principal diferencia entre el M102 y el M107 es que el segundo tiene una banda de rotación más ancha. 
El proyectil fue modificado en 1944 para acomodar una espoleta de proximidad.

## Descripción
El cuerpo principal consiste en una ojiva de acero que contiene TNT o varias mezclas de RDX pintada de verde oliva con marcas en amarillo. La espoleta va atornillada en la punta de la ojiva. Una anilla metálica puede atornillarse a la punta para facilitar el transporte; esta se reemplaza por la espoleta antes de dispararse. El proyectil completo pesa 43,2 kg, mide 800 mm de largo y contiene 15,8% de su peso en explosivo. La munición es de dos partes, lo que significa que el obús M107 y la carga propulsora se transportan por separado y tienen que ser unidos antes del disparo.

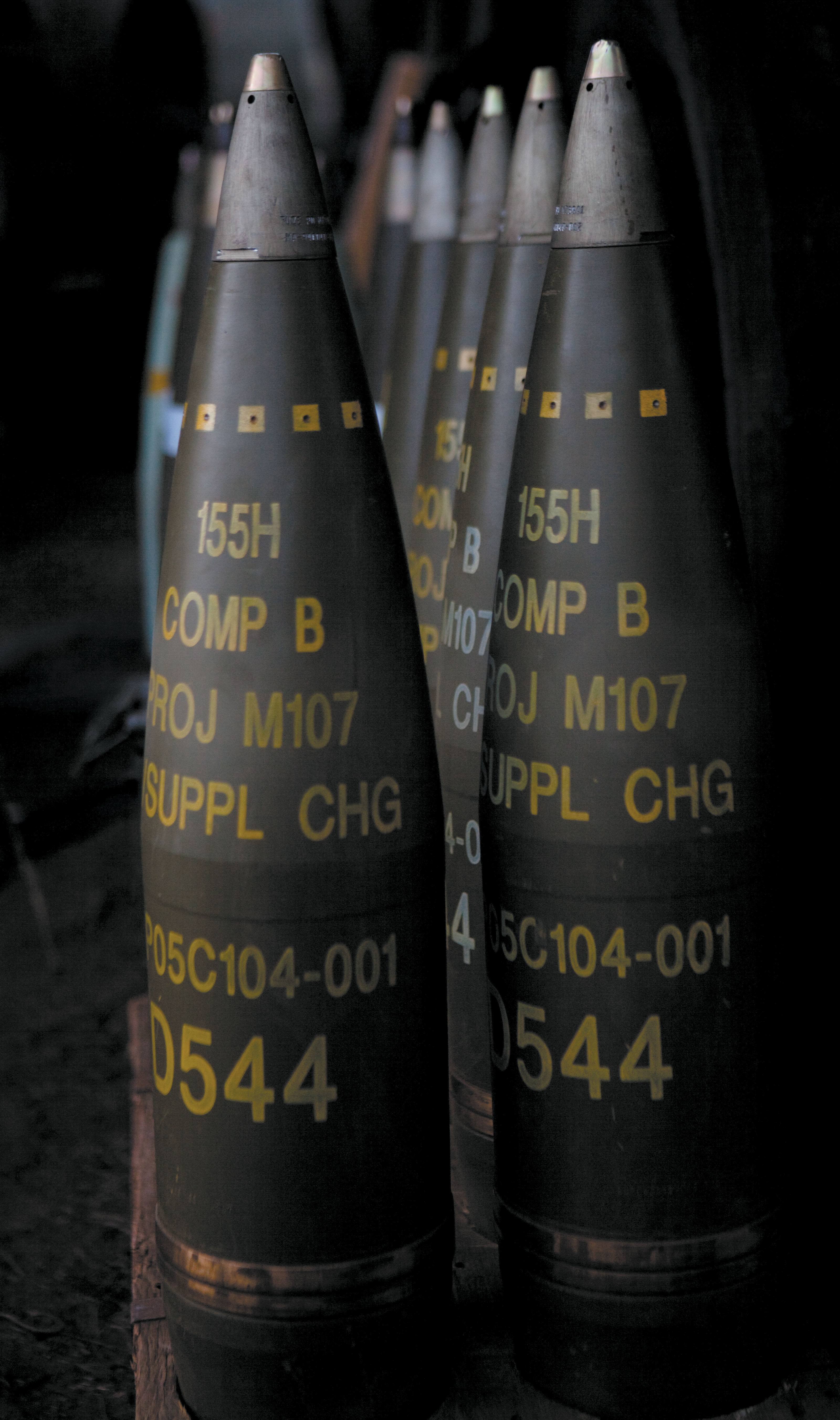
Proyectiles M107. Todos tienen fusibles instalados

La detonación produce aproximadamente 1950 fragmentos. 
El M107 fue aprobado para su uso en 1958 y entregado al ejército en 1959. Se planea reemplazarlo por el M795, cuya producción comenzó en 1999.
El obús M114 puede disparar un M107 hasta los 14,5 km usando la carga propulsora M4A2 "White Bag". Proyectiles M107 ampliamente modificados y con otra aerodinámica pueden llegar a cubrir cerca de 32 km.
A pesar de su rendimiento relativamente mediocre (según Jane's: una no muy buena proporción carga/peso, forma aerodinámica poco sofisticada y fragmentación errática) si se lo compara con proyectiles más modernos, continúa en operación en muchos países, sobre todo en entrenamientos, debido a su bajo costo y alta disponibilidad.

## Comparación
| Especificaciones frente a su sucesor el M795 | Especificaciones frente a su sucesor el M795 | Especificaciones frente a su sucesor el M795 |
| Datos                                        | M107                                         | M795                                         |
| -------------------------------------------- | -------------------------------------------- | -------------------------------------------- |
| Peso                                         | 43,2 Kg                                      | 47 Kg                                        |
| Alcance                                      | - 14,6 km - 18,1 km - 24 km                  | - 22,5 - 28,7–37 km                          |
| Contenido de explosivo                       | 6,86 Kg TNT                                  | 10,8 Kg TNT/OR IMX-101                       |
| Largo (mm)                                   | 800 mm                                       | 838 mm                                       |
| Diámetro del cuerpo                          | 154,71 mm                                    | 154,89 mm                                    |

## Especificaciones
- Rango máximo :
  - Disparado desde un cañón M1/M1A1 en obuses remolcados M114/M114A1 con Charge 7
  - Disparado desde un cañón M126/M126A1 en obuses autopropulsados M109 con Charge 7
    - 14.600 m

  - Disparado desde un cañón M185 en obuses M109A1 - M109A4 con Charge 8
  - Disparado desde un cañón M119 en obuses remolcados M198 con Charge 8
    - 18.100 m

  - Disparado desde un cañón M284 en obuses M109A5 y M109A6 con Charge 8S
    - 24.000 metros cuadrados
- Peso como disparado: 43,2 kilogramos (95 libras)
- Contenido explosivo: TNT 6,86 kilogramos (15,1 libras)
- Longitud (sin espoleta): 605,3 mm
- Diámetro del cuerpo: 154,71 mm
- Diámetro de la banda impulsora: 157,98 mm
- Fuses (con cargo adicional):
  - PD M51A5, familia M728, M557, M572, M739, M564, M577, M582, M732
- Fuses (sin cargo adicional):
  - M728
- Fabricante: American Ordnance LLC y planta de municiones del ejército de Scranton